# Dicranostyles costanensis
Dicranostyles costanensis là một loài thực vật có hoa trong họ Bìm bìm. Loài này được Steyerm. & D.F. Austin mô tả khoa học đầu tiên năm 1970.